# Elisabeth von Hessen (1466–1523)
Elisabeth von Hessen (* Mai 1466, getauft am 4. Juni 1466 in Marburg; † 17. Januar 1523 in Köln) war eine landgräfliche Prinzessin von Hessen und wurde durch Heirat Gräfin von Nassau-Dillenburg.

## Leben
Elisabeth wurde als Tochter des Landgrafen Heinrich III. von Hessen (1440–1483) und dessen Gemahlin Anna von Katzenelnbogen (1443–1483) geboren. Als sie fünf Jahre alt war, wurden bereits Eheberedungen getroffen, um eine spätere Heirat sicherzustellen. 1477/1478 wurde die Verlobung mit ihrem späteren Ehemann Johann V. von Nassau-Dillenburg (1455–1516) in Dillenburg bekräftigt, als er nach dem Tode seines Vaters Johann IV. von Nassau (1410–1475) die rechtsrheinischen Gebiete der Linie Breda-Dillenburg geerbt hatte. Im Februar 1482 heiratete das Paar, wobei Johann auf das hessische Erbe Elisabeths verzichtete. Ausgenommen von diesem Verzicht war das Erbe von Katzenelnbogen nach dem Tod von Elisabeths Mutter Anna. Dieser Vorbehalt führte später zum langwierigen „katzenelnbogischen Erbfolgestreit“. Letztlich kam Elisabeths Bruder Wilhelm (1471–1500) in den Genuss dieser Erbschaft. Johann hatte bereits 1488 dagegen protestiert, dass man seine Frau Elisabeth und ihre Schwester Mechthild mit jeweils 50.000 Gulden auskaufen wollte. 1500, nachdem Wilhelm kinderlos verstorben war, erwirkte Johann ein kaiserliches Mandat gegen den Erbantritt des Landgrafen Wilhelm II. von Hessen (1469–1509). 1507 wurde Klage beim Reichskammergericht eingelegt, über die 1557 entschieden und der Streit damit beigelegt wurde.
Elisabeth fand ihre letzte Ruhestätte im Franziskanerkloster Siegen neben ihrem Mann, der dieses Kloster im Jahre 1486 erbauen ließ.
Aus der Ehe zwischen Elisabeth von Hessen und Johann V. von Nassau-Dillenburg gingen fünf Kinder hervor:
- Heinrich III. (1483–1538, Erbe von Breda)
- Johann (1484–1504), Ernst (* 1486)
- Wilhelm (1487–1559, gen. „der Reiche“, Erbe von Dillenburg)
- Elisabeth (1488–1559, ⚭ Graf Johann III. zu Wied-Runkel)
- Maria (1491–1547, ⚭ Jobst I. von Schaumburg).